# Energiekombinat

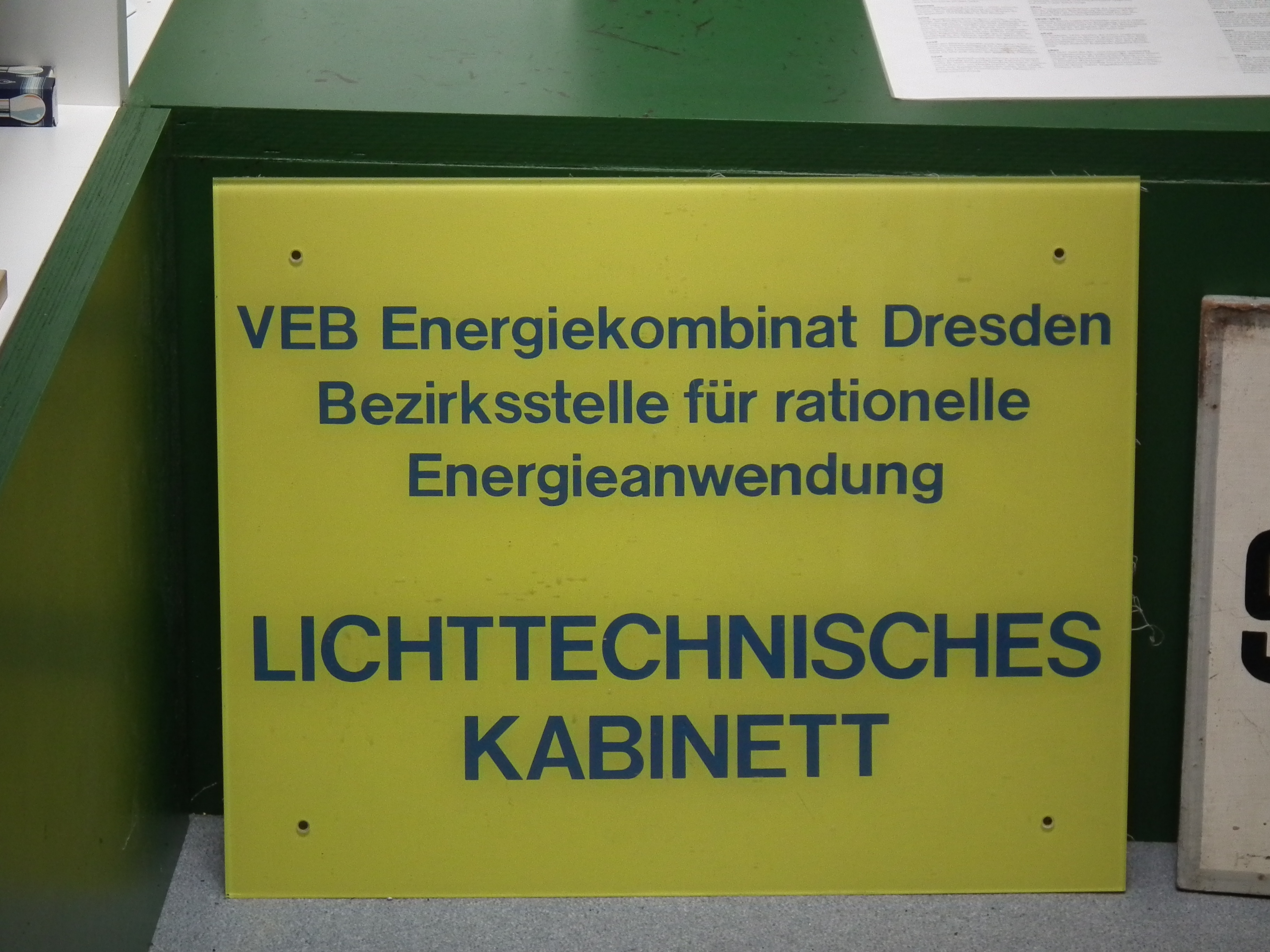
Schild vom „VEB Energiekombinat Dresden, Bezirksstelle für rationelle Energieanwendung, Lichtechnisches Kabinett“

Ein Energiekombinat (auch: VEB Energiekombinat) war ein Kombinat, also eine Gruppe Volkseigener Betriebe (VEB), das im Rahmen der Zentralverwaltungswirtschaft der DDR die Energieversorgung bereitstellte.
Die Kombinate und VEBs der Energieversorgung unterstanden dem Ministerium für Kohle und Energie. Sie waren sowohl für die Gas- als auch die Stromversorgung zuständig; hierunter fiel der Betrieb von Kraftwerken und von Strom-, Gas- und Fernwärmenetzen bis zur Versorgung des Endverbrauchers. Beim Kraftwerksbetrieb arbeiteten die Kombinate in enger Abstimmung mit den Betrieben und Kombinaten im Bereich der Braunkohlegewinnung im Mitteldeutschen und Lausitzer Braunkohlerevier.

## Geschichte

### Entstehung
Die Energiekombinate gingen indirekt aus den mittel- und ostdeutschen Energieversorgern aus der Zeit des Deutschen Reiches vor 1945 hervor, als da wären:
- Elektrowerke AG (EWAG) als Großstromerzeuger
- Regionale Versorger:
  - Bewag für die Stadt Berlin
  - Aktiengesellschaft Sächsische Werke (ASW) für Ost-Sachsen
  - Elektrizitätswerk Sachsen-Anhalt (ESAG) für West-Sachsen und Anhalt
  - Märkisches Elektrizitätswerk (MEW) für Mecklenburg und Brandenburg
  - Thüringische Landeselektrizitätsversorgungs-AG (Thüringenwerk) für Thüringen
- zahlreiche Stadtwerke

Nach dem Ende des Zweiten Weltkrieges wandelte die Sowjetische Militäradministration in Deutschland (SMAD) im Jahre 1946 alle Anlagen (Kraftwerke, Schalt- und Umspannwerke, Leitungen etc.) der vorgenannten Unternehmen in der Sowjetischen Besatzungszone (SBZ) in „Volkseigentum“ um. Die enteigneten Unternehmen wurden teilweise aufgespalten und operierten unter neuer Firma in der Nachkriegsphase bis 1948 zunächst weitgehend ungeordnet.

### Umstrukturierungen während der Zeit der DDR
Ein ehemals österreichischer Marineoffizier, Oskar Steuer, war von Kriegsende bis Dezember 1950 Leiter des E-Werkes des MEW in Stralsund, ihm unterstand auch das Werk in Peenemünde. Bereits 1948, vor Gründung der DDR, unterteilte die SMAD die Energieversorgung in der SBZ in fünf Energiebezirke (Berlin, Nord, Ost, West, Süd), wobei sich die geographische Einteilung weitgehend nach den Gebieten der oben genannten Regionalversorger richtete. Diese Aufteilung entsprach auch annähernd der Ländereinteilung, die die SMAD für die Sowjetzone vorgenommen hatte, mit der Abweichung, dass der große Bereich Nord (MEW) zwei Länder, Mecklenburg und Brandenburg, umfasste. 1950 wurde deshalb vom Bereich Nord ein neuer Bereich Mitte für das Land Brandenburg abgespalten.
Aufgrund der Verordnung zur Einführung des Prinzips der wirtschaftlichen Rechnungsführung in den Betrieben der volkseigenen Wirtschaft vom 20. März 1952 wurden alle Betriebsdirektionen der Energiebezirke in Volkseigene Betriebe (VEB) umgewandelt, die wiederum in der Vereinigung Volkseigener Betriebe VEB Energieversorgung zusammengefasst wurden. Die Bezirke der VVB entsprachen den Energiebezirken. Ab 1954 wurden Gas- und Stromversorgung organisatorisch getrennt.
Ab 1958 wurden die Energiebezirke noch feiner aufgeteilt, wobei die 1952 eingeführte administrative Unterteilung der DDR in vierzehn Bezirke plus Ost-Berlin übernommen wurde. Die Betriebe in jedem der fünfzehn Energiebezirke wurden jeweils zu einem einzigen großen VEB Energieversorgung zusammengefasst, der Stromerzeugung, Gasversorgung und Netzbetrieb umfasste.
Nach Herausgabe einer neuen Energieverordnung im Jahre 1969 wurde das zentrale Energiekombinat aufgelöst und es wurden entsprechend der Aufteilung der Energiebezirke von 1950 sechs regionale Energiekombinate (Berlin, Mitte, Nord, Ost, West, Süd) gebildet. Aufgrund der Verordnung über die Leitung der Energiewirtschaft vom 18. April 1963 (GBl. II/46) kam der zentrale VEB Verbundnetz für den Betrieb des gesamten Verbundnetzes in der DDR.
Ab 1979 wurden die Energiekombinate erneut aufgeteilt, wobei die Struktur der fünfzehn Energiebezirke von 1958 übernommen wurde. Berlin hatte eine Sonderstellung: Die BEWAG bestand bis zum 31. Dezember 1980 als gemeinsame Unternehmung für die gesamte Stadt. Die Investitionen in den neuen Wohngebieten Marzahn, Hohenschönhausen, Friedrichsfelde erforderten den Aufbau eines Wärmeverbundnetzes zwischen den HKW Klingenberg, Lichtenberg und Mitte. Als unmittelbare Folge wurde das Energiekombinat Berlin gegründet, um die Trennung von der BEWAG herbeizuführen. Direkte Folge für die Beschäftigten war der Einzug der (sozialistischen) Mangelwirtschaft, es gab kein Material „auf Zuruf“, da nun alles geplant und bilanziert werden musste.

### Auflösung und Umstrukturierung der Kombinate nach der Wende
Nach der Wende wurden die Energiekombinate durch die Treuhandanstalt in Aktiengesellschaften umgewandelt und unter neuer Firma privatisiert. Zunächst, noch unter der letzten DDR-Regierung unter Ministerpräsident de Maizière und Energieminister Steinberg, gab es Pläne, die gesamte ostdeutsche Energiewirtschaft unter den westdeutschen Energiekonzernen Preussen Elektra, RWE und Bayernwerk aufzuteilen. Nachdem es gegen eine solche Verteilung von verschiedenen Seiten Proteste gegeben hatte, wurde im Rahmen des sogenannten Stromvertrages eine modifizierte Lösung unter stärkerer Beteiligung der ostdeutschen Kommunen und weiterer westdeutscher Energieversorger (Badenwerk, Bewag, EVS, HEW und VEW) ausgehandelt.
Bei der Umstrukturierung der ostdeutschen Energiewirtschaft 1990 wurde ein Drei-Ebenen-Modell nach westdeutschem Vorbild verfolgt. Die Anlagen der ehemaligen Energiekombinate, die zuvor alle drei Ebenen bedient hatten, wurden entflochten und auf die drei Ebenen aufgeteilt. Die unterste Ebene für die Endkundenanbindung bildeten kommunale Stadtwerke, die ganz oder zumindest mehrheitlich in öffentlicher Hand blieben. Die oberste Ebene, als überregionaler Übertragungsnetz- und Großkraftwerksbetreiber (als Nachfolger der ehemaligen Elektrowerke) bildete die neu gegründete Vereinigte Energiewerke AG (VEAG), die zu 100 % privatisiert und anteilig an westdeutsche Energieversorgungsunternehmen verkauft wurde. Ähnlich wurde mit den vorgeschalteten Unternehmen für die Braunkohlegewinnung (LAUBAG und MIBRAG) verfahren. Die mittlere Ebene der regionalen Verteilung wurde von den eigentlichen Nachfolgeunternehmen der privatisierten Energiekombinate gebildet. 1994 wurden diese Unternehmen von der Treuhandgesellschaft verkauft, wobei in der Regel 51 % an die westdeutschen Energieversorgungsunternehmen und 49 % an ostdeutsche Kommunen gingen (Aufteilung siehe Tabelle „geographische Übersicht“).
Im Nachgang zur Privatisierung kam es in den Folgejahren – auch getrieben durch Fusionen in der westdeutschen Energiewirtschaft – zu einer deutlichen Unternehmenskonzentration, in deren Zuge sich die Zahl der Regionalversorger von fünfzehn auf sieben reduzierte (siehe Tabelle unten).

## Geographische Übersicht
Die Versorgungsgebiete der Energiekombinate lassen sich in etwa (nicht exakt!) wie folgt den Gebieten der oben genannten Vorgänger- und Nachfolgerunternehmen sowie der Verwaltungsgliederung der DDR zuordnen:
| Deutsches Reich (Vorgänger)                                                                    | SBZ und DDR (1946–1990)    | SBZ und DDR (1946–1990)                                          | SBZ und DDR (1946–1990) | SBZ und DDR (1946–1990)                         | Bundesrepublik Deutschland (Nachfolger)             | Bundesrepublik Deutschland (Nachfolger)       | Bundesrepublik Deutschland (Nachfolger)       | Bundesrepublik Deutschland (Nachfolger) |
| Unternehmen                                                                                    | Energiebezirk 1948–52      | Energiebezirk ab 1952 (= Land 1949–52) = Energiekombinat 1969–79 | Lage (Karte)            | Energiebezirk ab 1958 = Energiekombinat ab 1979 | Privatisierung (1990)                               | Konzentration                                 | Konzentration                                 | Zugehörigkeit heute                     |
| ---------------------------------------------------------------------------------------------- | -------------------------- | ---------------------------------------------------------------- | ----------------------- | ----------------------------------------------- | --------------------------------------------------- | --------------------------------------------- | --------------------------------------------- | --------------------------------------- |
| Berliner Kraft- und Licht-AG (Bewag)                                                           | Stadt Berlin (Ost)         | Stadt Berlin (Ost)                                               | Stadt Berlin (Ost)      | Stadt Berlin (Ost)                              | Energieversorgung Berlin AG (EBAG)                  | Bewag → Vattenfall Europe Berlin              | Bewag → Vattenfall Europe Berlin              | Vattenfall Europe → Stromnetz Berlin    |
| Märkisches Elektrizitätswerk (ab 1947: Brandenburgisch-Mecklenburgische Elektrizitätswerke AG) | Nord                       | Nord (Land Mecklenburg)                                          |                         | Schwerin                                        | Westmecklenburgische Energieversorgung AG (WEMAG)   | WEMAG                                         | WEMAG                                         | Vattenfall Europe → WEMAG               |
| Märkisches Elektrizitätswerk (ab 1947: Brandenburgisch-Mecklenburgische Elektrizitätswerke AG) | Nord                       | Nord (Land Mecklenburg)                                          |                         | Rostock                                         | Hanseatische Energieversorgung AG (HEVAG)           | e.dis Energie Nord AG (Preussag → E.DIS)      | e.dis Energie Nord AG (Preussag → E.DIS)      | E.ON                                    |
| Märkisches Elektrizitätswerk (ab 1947: Brandenburgisch-Mecklenburgische Elektrizitätswerke AG) | Nord                       | Nord (Land Mecklenburg)                                          |                         | Neubrandenburg                                  | Energieversorgung Müritz-Oderhaff AG (EMO)          | e.dis Energie Nord AG (Preussag → E.DIS)      | e.dis Energie Nord AG (Preussag → E.DIS)      | E.ON                                    |
| Märkisches Elektrizitätswerk (ab 1947: Brandenburgisch-Mecklenburgische Elektrizitätswerke AG) | Nord                       | (Land Brandenburg)                                               |                         | Potsdam                                         | Märkische Energieversorgung AG (MEVAG)              | e.dis Energie Nord AG (Preussag → E.DIS)      | e.dis Energie Nord AG (Preussag → E.DIS)      | E.ON                                    |
| Märkisches Elektrizitätswerk (ab 1947: Brandenburgisch-Mecklenburgische Elektrizitätswerke AG) | Nord                       | (Land Brandenburg)                                               |                         | Frankfurt (Oder)                                | Oder-Spree-Energieversorgung AG (OSE)               | e.dis Energie Nord AG (Preussag → E.DIS)      | e.dis Energie Nord AG (Preussag → E.DIS)      | E.ON                                    |
| Elektrizitätswerk Sachsen-Anhalt                                                               | West (Land Sachsen-Anhalt) | West (Land Sachsen-Anhalt)                                       |                         | Magdeburg                                       | Energieversorgung Magdeburg AG (EVM)                | Avacon (Preussag → E.ON)                      | Avacon (Preussag → E.ON)                      | E.ON                                    |
| Elektrizitätswerk Sachsen-Anhalt                                                               | West (Land Sachsen-Anhalt) | West (Land Sachsen-Anhalt)                                       |                         | Halle                                           | Mitteldeutsche Energieversorgung AG (MEAG)          | Energieversorgung Mitteldeutschland (VEW)     | Envia Mitteldeutsche Energie                  | E.ON                                    |
| Aktiengesellschaft Sächsische Werke                                                            | Ost (Land Sachsen)         | Ost (Land Sachsen)                                               |                         | Karl-Marx-Stadt (Chemnitz)                      | Energieversorgung Südsachsen AG (EVSAG)             | Envia – Energie Sachsen-Brandenburg AG (RWE)  | Envia Mitteldeutsche Energie                  | E.ON                                    |
| Aktiengesellschaft Sächsische Werke                                                            | Ost (Land Sachsen)         | Ost (Land Sachsen)                                               |                         | Leipzig                                         | Westsächsische Energie-AG (WESAG), Markkleeberg     | Envia – Energie Sachsen-Brandenburg AG (RWE)  | Envia Mitteldeutsche Energie                  | E.ON                                    |
| Aktiengesellschaft Sächsische Werke                                                            | Ost (Land Sachsen)         | Ost (Land Sachsen)                                               |                         | Cottbus                                         | Energieversorgung Spree-Schwarze-Elster AG (ESSAG)  | Envia – Energie Sachsen-Brandenburg AG (RWE)  | Envia Mitteldeutsche Energie                  | E.ON                                    |
| Aktiengesellschaft Sächsische Werke                                                            | Ost (Land Sachsen)         | Ost (Land Sachsen)                                               |                         | Dresden                                         | Energieversorgung Sachsen-Ost AG (ESAG)             | ENSO Energie Sachsen Ost AG                   | ENSO Energie Sachsen Ost AG                   | Technische Werke Dresden                |
| Thüringische Landeselektrizitätsversorgungs-AG (Thüringenwerke)                                | Süd (Land Thüringen)       | Süd (Land Thüringen)                                             |                         | Erfurt                                          | Energieversorgung Nordthüringen AG (ENAG)           | TEAG Thüringer Energie AG (Bayernwerk → E.ON) | TEAG Thüringer Energie AG (Bayernwerk → E.ON) | TEAG Thüringer Energie                  |
| Thüringische Landeselektrizitätsversorgungs-AG (Thüringenwerke)                                | Süd (Land Thüringen)       | Süd (Land Thüringen)                                             |                         | Gera                                            | Ostthüringer Energieversorgung AG (OTEV), Jena      | TEAG Thüringer Energie AG (Bayernwerk → E.ON) | TEAG Thüringer Energie AG (Bayernwerk → E.ON) | TEAG Thüringer Energie                  |
| Thüringische Landeselektrizitätsversorgungs-AG (Thüringenwerke)                                | Süd (Land Thüringen)       | Süd (Land Thüringen)                                             |                         | Suhl                                            | Südthüringer Energieversorgung AG (SEAG), Meiningen | TEAG Thüringer Energie AG (Bayernwerk → E.ON) | TEAG Thüringer Energie AG (Bayernwerk → E.ON) | TEAG Thüringer Energie                  |